# ムドラック県

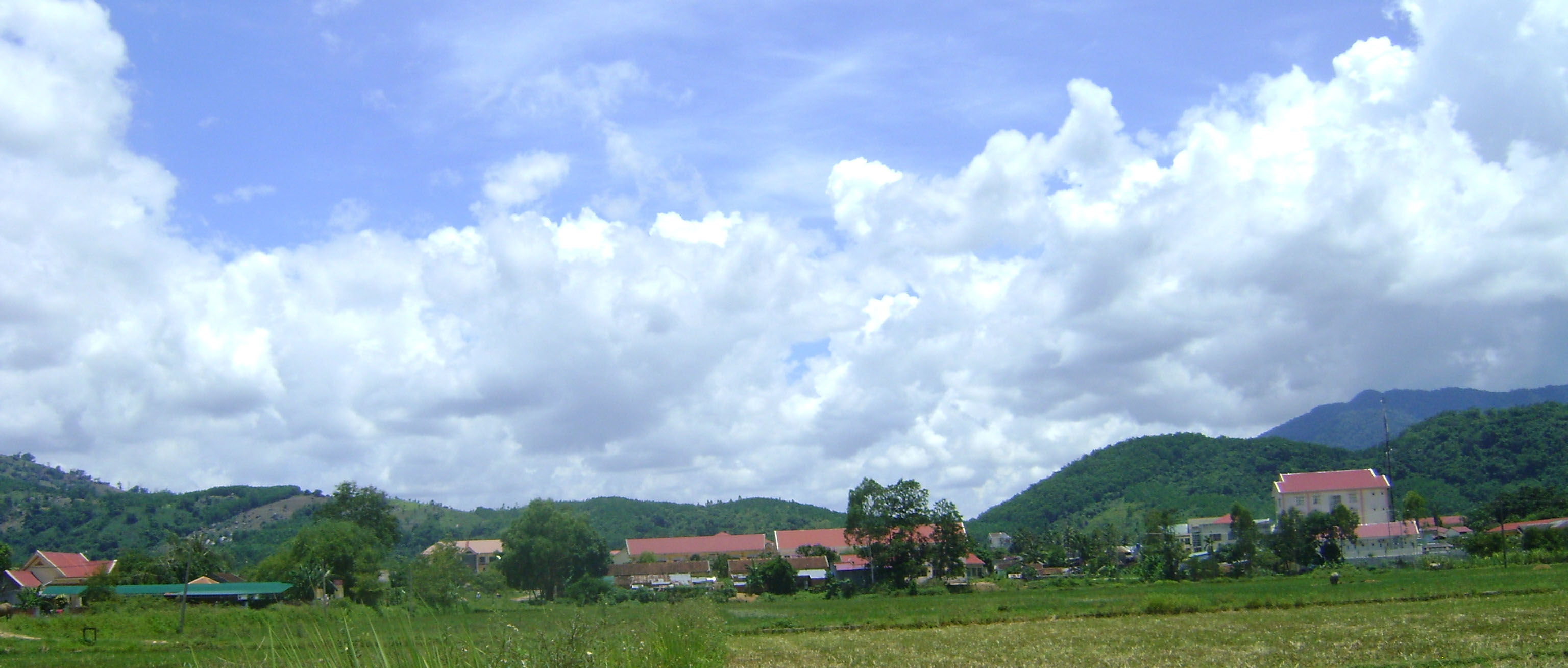
ムドラック

ムドラック県（ムドラックけん、ベトナム語：Huyện M'Đrăk?）は、ベトナム社会主義共和国ダクラク省の県。面積は1,336.28 km²、人口は85,080人（2019年）である。

## 行政区画
1市鎮12社から構成される。